# Wiszańka (rejon bychowski)
Wiszańka (biał. Вішанька; ros. Вишенька, Wiszeńka; hist. Wiszenka) – wieś na Białorusi, w rejonie bychowskim obwodu mohylewskiego, około 28 km na południe od Bychowa.

## Historia
Dobra te należały do województwa mścisławskiego Rzeczypospolitej. Po I rozbiorze Polski w 1772 roku znalazły się na terenie Imperium Rosyjskiego. Ponoć w lesie w pobliżu tutejszego dworu żołnierze Napoleona stoczyli zwycięską bitwę z Rosjanami. W latach 80. XIX wieku we wsi było 30 domów, spichlerz gminny, młyn wodny i folusz.
Wiszenka od XVII wieku należała do rodziny Zboromirskich. Ostatnim właścicielem majątku, do I wojny światowej, był Józef Zboromirski.
Od 1917 roku Wiszenka znalazła się w ZSRR, od 1991 roku – na Białorusi.

## Dawny dwór
Maksymilian Zboromirski wzniósł w majątku w 1780 roku drewniany, klasycystyczny dworek. W centralnej części budynku znajdował się czterokolumnowy „niby-portyk” (bez wejścia) zwieńczony trójkątnym szczytem - tympanonem, wypełnionym półkolistym oknem. Przy obu krótszych bokach znajdowały się dwa ganki wejściowe. Do dworu wiodła aleja lipowa. 
Dwór został najprawdopodobniej zniszczony w czasie I wojny światowej albo w czasie lub wkrótce po rewolucji październikowej.
Majątek w Wiszence jest opisany w 1. tomie Dziejów rezydencji na dawnych kresach Rzeczypospolitej Romana Aftanazego.